# Challenger de Oeiras 2025
El torneo Open de Oeiras 2025 fue un torneo de tenis perteneció al ATP Challenger Tour 2025 en la categoría Challenger 125. Se trató de la 12ª edición; el torneo tuvó lugar en la ciudad de Oeiras (Portugal), desde el 14 hasta el 20 de abril de 2025 sobre pista de tierra batida al aire libre.

## Jugadores participantes del cuadro de individuales
| Preclasificado | País                      | Jugador             | Rank1 | Posición en el torneo    |
| 1              | Bandera de Argentina      | Francisco Comesaña  | 61    | FINAL                    |
| 2              | Bandera vacío             | Roman Safiullin     | 68    | Semifinales              |
| 3              | Bandera de Bélgica        | Raphaël Collignon   | 91    | Cuartos de final         |
| 4              | Bandera de Brasil         | Thiago Monteiro     | 94    | Primera ronda            |
| 5              | Bandera de Estados Unidos | Nishesh Basavareddy | 108   | Baja                     |
| 6              | Bandera de Serbia         | Dušan Lajović       | 109   | Cuartos de final, retiro |
| 7              | Bandera de Brasil         | Thiago Seyboth Wild | 111   | Primera ronda            |
| 8              | Bandera de Francia        | Valentin Royer      | 116   | Segunda ronda            |

- 1 Se ha tomado en cuenta el ranking del 7 de abril de 2025.

### Otros participantes
Los siguientes jugadores recibieron una invitación (wild card), por lo tanto ingresan directamente al cuadro principal (WC):
- Pedro Araújo
- Gastão Elias
- Tiago Pereira

Los siguientes jugadores ingresan al cuadro principal tras disputar el cuadro clasificatorio (Q):
- Rémy Bertola
- Juan Manuel Cerúndolo
- Guy den Ouden
- Stefano Travaglia
- Denis Yevseyev
- Bernabé Zapata

## Campeones

### Individual Masculino
- Elmer Møller derrotó en la final a  Francisco Comesaña por 6–0, 6–4

### Dobles Masculino
- Karol Drzewiecki /  Piotr Matuszewski derrotaron en la final a  Francisco Cabral por 6–4, 3–6, [10–8]